# Carmelo Romero Salvador
Carmelo Romero Salvador (Pozalmuro, provincia de Soria, 1950) es un historiador español, especializado en los procesos electorales y el caciquismo en la historia contemporánea de España. Hasta su jubilación ha sido profesor de la Universidad de Zaragoza, primero en el Colegio Universitario de Soria y luego en la propia Zaragoza, habiendo dirigido durante ese tiempo numerosas tesis de licenciatura y doctorales. De él ha dicho el historiador Ramón Villares que destaca por «su discreción, talento y afabilidad personal» y que «su magisterio ha sido más oral que escrito, más de avanzar haciendo preguntas que de agobiar a los posibles lectores con descripciones farragosas de hechos históricos. Una forma diferente de entender y practicar la profesión de universitario que… merece un reconocimiento». Por su parte el politólogo Pablo Simón ha destacado «su enorme conocimiento, gran capacidad pedagógica, su cercanía y, muy especialmente, su inteligente sentido del humor».
Entre sus últimas obras destacan Caciques y caciquismo en España (1834-2020) (Los Libros de la Catarata, 2021; con prólogo de Ramón Villares) y Las elecciones que acabaron con la monarquía. El 12 de abril de 1931 (Los Libros de la Catarata, 2023; con prólogo de Pablo Simón).
También es autor de dos novelas: Calladas rebeldías. Efemérides del tío Cigüeño y El diputado Pardo Bigot: la esperanza del sistema.